# Dart River
Dart River er en flod i Otago regionen på Sydøen i New Zealand. Floden snor sig fra sit udspring i The Southern Alps gennem kuperede skovområder og gennem Mount Aspiring National Park 60 kilometer sydpå, hvor den ender i søen Lake Wakatipu ved den lille by Glenorchy.
Floden bliver blandt andet brugt til forlystelsen Jetboating, som specielt er populært i området omkring Queenstown.
Ved floden omkring 20 km nord for byen Glenorchy ligger et område kaldet Paradise, der er blev brugt som kulisse i flere store spillefilm, bl.a. Peter Jacksons Ringenes Herre trilogi, Prins Caspian og Wolverine.
44°50′48″S 168°21′53″Ø / 44.8468°S 168.3648°Ø